# La muerte cumple condena
La muerte cumple condena es un spaghetti western hispano-italiano del año 1966, dirigido, escrito y producido por el cineasta español Joaquín Luis Romero Marchent.

## Argumento
Después de traicionar a su socio Frank (Andrea Aureli), Lassiter (Claudio Undari), un ex atracador de bancos, se convierte en un rico hacendado gracias al botín obtenido en su último robo. Ahora, Frank acaba de salir de la cárcel y busca venganza...

## Reparto
- Claudio Undari: Lassiter
- Pietro Martellanza
- Pamela Tudor: Sarah
- Luigi Pistilli: Martin
- Jesús Puente
- Roberto Camardiel
- Andrea Aureli: Frank
- José Bódalo

- Datos: Q164769